# Miguel Sussini (hijo)
Miguel Sussini (Ciudad de Corrientes, 11 de junio de 1912 - Buenos Aires, 23 de noviembre de 1997) fue un abogado y político argentino que ocupó varios cargos públicos en su país y ejerció como Ministro de Justicia y Educación de la Nación durante los últimos días de la presidencia de Arturo Frondizi y durante la dictadura de José María Guido.

## Biografía
Miguel Sussini era hijo de Josefa Cremonte y del médico Miguel Sussini, que realizó la primera operación a corazón abierto en la Argentina. Fue secretario de Salud Pública durante las gestiones presidenciales de Marcelo Torcuato de Alvear y de Ramón Castillo. Fundó un leprosario en la isla del Cerrito, y participó en acciones contra el paludismo y la fiebre tifoidea en su país y en el Paraguay. Fue elegido diputado nacional en 1926 y ejerció la presidencia de la Cámara de Diputados de la Nación Argentina y embajador de su país en Haití. Llevan su nombre los hospitales de Alvear y Gobernador Virasoro, localidades el oriente correntino.
Miguel Sussini hijo estudió en el Colegio Nacional de Buenos Aires y en la Facultad de Derecho de la Universidad de Buenos Aires, recibiéndose de abogado en 1933 con diploma de honor, y obteniendo el doctorado tres años más tarde.
En su juventud fue juez en la provincia de Corrientes, instalándose posteriormente en la provincia de Buenos Aires, donde fue nombrado ministro del Superior Tribunal de Justicia en el año 1942, cargo al que renunció tras la revolución de 1943.
Ministro del Superior Tribunal de Justicia de la provincia de Buenos Aires entre 1942 y 1943, su ingreso como catedrático en la UBA se produjo durante el primer año de la dictadura autodenominada Revolución Libertadora. En octubre de 1955 fue nombrado director general de Asuntos Jurídicos del Ministerio de Agricultura y, dos años después, pasó a desempeñarse como fiscal bonaerense. En octubre de ese año fue nombrado director general de Asuntos Jurídicos del Ministerio de Agricultura, para ser más tarde nombrado Decano de la Facultad de Derecho de la Universidad de Buenos Aires. En 1957 fue fiscal en la justicia de la Provincia de Buenos Aires.
El presidente Arturo Frondizi, que asumió su gobierno en el año 1958, lo nombró subsecretario de Justicia de la Nación, para ocupar después algunos cargos secundarios.
En febrero de 1962, cuando ya era evidente que sería derrocado, Frondizi intentó salvar su gobierno cambiando casi todo su gabinete de ministros. Uno de sus nuevos ministros fue Miguel Sussini, quien ocupó el cargo de Ministro de Justicia y Educación. Dos días más tarde, Frondizi era derrocado; fue sucedido por el presidente provisional del Senado, José María Guido, que evitó que el gobierno fuera asumido por los militares pero asumió él mismo un poder dictatorial.
Guido mantuvo a Sussini en su cargo y le dispensó toda su confianza, al punto de que ocupó interinamente los ministerios de Defensa y Economía. Participó de la reunión de delegados de la Unesco en el mes de septiembre de ese año, pero en el mes de octubre presentó su renuncia al cargo.
A principios del año siguiente fue nombrado embajador en Australia, cargo que mantuvo durante algún tiempo bajo la presidencia de Arturo Illia. Después abandonó la política y se concentró en su carrera como catedrático de la Facultad de Derecho y como subdirector del Instituto de Derecho Comparado.
Retirado de toda actividad, en 1982 el dictador Reynaldo Bignone lo nombró vocal del Tribunal Electoral de la Nación, junto a Jorge Arana Tagle y Máximo Paz, para presidir las elecciones generales que se celebraron al año siguiente.
Falleció en Buenos Aires en noviembre de 1997. Su hijo Miguel es también abogado y político, diputado provincial en la Provincia de Corrientes.

## Obras
- Sussini, Miguel (h). La doctrina anglosajona de los actos "ultra vires" en las sociedades anónimas. Corrientes, 1954
- Sussini, Miguel (h). "Los dividendos de las sociedades anónimas". 1959